# أستاد (غناباد)
أستاد (بالفارسية: استاد) هي قرية تقع في قسم كاخك الريفي (مقاطعة غناباد) في إيران. يقدر عدد سكانها بـ 407 نسمة بحسب إحصاء 2016.